# ᅽ
ힰ는 옛한글 모음의 하나이다. 출전은 미상이다. ㅕ가 합쳐진 비슷한 글자로는 ힵ, ힴ, ㆊ 등이 있다.